# Фаличето (Кунео)
Фаличето је насеље у Италији у округу Кунео, региону Пијемонт.
Према процени из 2011. у насељу је живело 497 становника. Насеље се налази на надморској висини од 400 м.